# Egerszalók
Egerszalók là một thị trấn thuộc hạt Heves, Hungary. Thị trấn này có diện tích 23,11 km², dân số năm 2010 là 1897 người, mật độ 82 người/km².